# Club Social y Deportivo Comandante Luis Jorge Fontana
El Club Social y Deportivo Comandante Luis Jorge Fontana, también conocido simplemente como Fontana, es una institución deportiva de la Ciudad de Formosa, capital de la Provincia homónima. Fue fundado el 14 de junio del 1916 y su principal disciplina deportiva es el fútbol.
Es uno de los primeros clubes fundados en el ámbito de la provincia de Formosa y a su vez, uno de los miembros fundacionales de la Liga Formoseña de Fútbol, organismo del cual fue su primer campeón en 1923 y del cual obtuvo 6 títulos que le permitieron ser partícipe de certámenes nacionales, como el Torneo Argentino C, o el Torneo Regional Federal Amateur.
Juega de local en el estadio Presidente Antonio "Coco" Fores, ubicado en Avenida Gobernador Gutnisky 1901, en el Barrio Fontana, con capacidad para 1500 espectadores.
Su clásico rival histórico es el Club Sportivo Patria, con el cual animan el "Clásico Decano", por tratarse de las instituciones más antiguas de Formosa. Esta rivalidad a su vez, se generó por una historia previa que involucró a ambos clubes. Otro clásico rival es el Club Atlético Independiente de Fontana, con el que anima el "Clásico del Barrio Fontana".

## Historia
La historia del Club Fontana, se encuentra ligada a la de un Club Social llamado La Unión (no confundir con el club de baloncesto La Unión de Formosa, muy posterior y sin relación alguna), que nucleaba a dirigentes formoseños de origen tanto argentino, como paraguayo. Este club se había fundado en 1910, sin embargo al año de fundación del mismo, un sector encabezado por dirigentes de origen paraguayo decidió romper relaciones e independizarse de la Unión, creando su propio club en el que entre otras disciplinas, se fomentaría la práctica del fútbol. De esta manera, el 14 de octubre de 1911 fue fundado el Club Sportivo Patria, cuyos colores elegidos daban cuenta de las raíces de sus dirigentes, siendo elegida como divisa identificatoria, una camiseta de diseño similar a la de la Selección de fútbol de Paraguay (bastones verticales en rojo y blanco).
En contraposición, los demás dirigentes que quedaron a cargo de "La Unión", al ver la aceptación y crecimiento que tenía la nueva institución creada por los descendientes paraguayos, comenzaron a barajar ideas para continuar adelante, entre ellas la de formar un nuevo club, aunque esto implique la desaparición del actual. De esta manera y tras largas deliberaciones, finalmente el 14 de junio de 1916 se dispuso la creación de una nueva institución, continuadora de La Unión. El club pasó a ser denominado con el nombre de quien fuera el fundador de la capital formoseña y figura histórica para la región, el comandante Luis Jorge Fontana y en una acción similar a la tomada por los ex socios que fundaron Sportivo Patria, se tomaron para la camiseta los colores y formato, pero de la Selección de fútbol de Argentina. De esta forma, pasó a crearse el Club Social, Cultural, Recreativo y Deportivo, Comandante Luis Jorge Fontana, también abreviado como Club Social y Deportivo Luis Jorge Fontana.

## Participaciones nacionales
- Campeonato de Campeones de la República Argentina: 1959
- Torneo Regional: 1 (1969).
- Torneo del Interior: 3 (2007, 2011, 2013)
- Torneo Federal C: 1 (2018)

## Rivalidades

### Clásico Decano
Es el derbi futbolístico que enfrenta al Club Fontana con el Club Sportivo Patria. Lleva este nombre ya que además de tratarse del enfrentamiento entre los dos clubes de fútbol más antiguos de Formosa, es el duelo entre dos clubes que supieron ser constituyentes del primer club social de la capital formoseña, conocido como "La Unión" y que era administrado por representantes de la colectividad paraguaya, más ciudadanos criollos de Formosa. La historia indica que con el afán de promover la práctica del fútbol, los representantes de la colectividad paraguaya renunciaron a su membresía, fundando en 1911 el Club Sportivo Patria, mientras que los miembros que quedaron a cargo de "La Unión", continuaron llevándolo adelante hasta que en 1916 tomaron la determinación de crear sobre su base, el Club Fontana, incorporando también la práctica del fútbol.
Con el paso del tiempo, la rivalidad tomó cuerpo y fue también piedra fundamental para la creación de la Liga Formoseña de Fútbol. Al mismo tiempo, ambos clubes se disputan el honor de llevar el título de "Decano del Fútbol Formoseño", ya que mientras Patria alega serlo por haber sido el primer club de fútbol en ser fundado en 1911, Fontana alega ser continuador de la historia del desaparecido Club "La Unión", fundado en 1910.
A pesar de los años que lleva adelante esta rivalidad, la misma siempre se llevó a cabo en el ámbito de la Liga Formoseña, no teniendo episodios a nivel nacional.

### Clásico del Barrio Fontana
Es el enfrentamiento entre el Club Fontana con su vecino de barrio, el Club Atlético Independiente de Fontana. Si bien esta institución fue fundada el 8 de septiembre de 1987, es decir 71 años después que Fontana, su sola presencia en el mismo barrio y su posterior consolidación dentro de la Liga Formoseña de Fútbol, fueron motivos suficientes para dar inicio a esta rivalidad.

## Palmarés
Liga Formoseña de Fútbol: 1923, 1925, 1937, 1941, 1959 y 2010.